# Запис Јовичића јабука (Бождаревац)
Запис Јовичића јабука (Бождаревац) се налази на парцели чији је власник Јовичић Владисав.

## Локација
| Општина             | Барајево                                                                    |
| Катастарска општина | Бождаревац                                                                  |
| Потес               | Милошевац                                                                   |
| Координате          | 44° 33′ 00″ С; 20° 23′ 17″ И / 44.549900000000001° С; 20.388100000000001° И |
| Надморска висина    | 110m                                                                        |

## Карактеристике
Дендрометријске вредности утврђене на терену и сателитским снимцима:
| Стабло                     | Јабука |
| Висина стабла              | m      |
| Обим дебла                 | m      |
| Пречник крошње             | 11m    |
| Пречник дебла              | m      |
| Висина дебла до прве гране | m      |

## База записа
Запис је у оквиру Викимедија пројекта "Запис - Свето дрво" заведен под редним бројем 0993.